# ヨーナ・ラウタマヤ
ヨーナ・ラウタマヤ（Joona Lautamaja 、1995年7月12日 - ）は、フィンランド・セイナヨキ出身のプロサッカー選手。SJK所属。ポジションは、ミッドフィールダー。